# Catocala hampsoni
Catocala hampsoni là một loài bướm đêm trong họ Erebidae.